# 一力一夫
一力 一夫（いちりき かずお、1925年（大正14年）9月8日 - 2014年（平成26年）7月20日）は、日本の実業家。ジャーナリスト。河北新報社社主。

## 人物
河北新報社元社長である一力次郎の長男として宮城県仙台市に生まれる。
1950年（昭和25年）河北新報入社。編集局長時代には自らが隊長となり同行記者3名と共に、「人類初の地球縦断大ドライブ」を敢行。それにより日本新聞協会ボーン・上田記念国際記者賞を受賞する。1970年（昭和45年）には、父の逝去により社長・社主に就任する。その後、東北放送社長就任に伴い、会長・社主に就任した。
好角家としても知られ自宅には大相撲の座布団が多数あったという。日本相撲協会横綱審議委員会委員(1988年-2001年)、第8代の委員長(1999年-2001年)も歴任した。勾当台公園に谷風梶之助の像を寄贈した。
囲碁、将棋、空手、柔道、剣道、弓道、すべて高段者である。孫の一力遼は囲碁棋士。
夫人との間に2男、1女。長男である一力雅彦は河北新報社社長を務め、次男である一力敦彦は、東北放送社長を務める。
2014年7月20日午前4時50分、仙台市内の病院で88歳で死去。

## 略歴
- 宮城県仙台第一中学校卒業。
- 第二高等学校卒業。
- 1947年（昭和22年） - 東北帝国大学法文学部法律学科卒業。
- 1952年（昭和27年） - 東京大学新聞研究所修了。
- 1949年（昭和24年） - 夕刊東北入社。
- 1950年（昭和25年） - 河北新報社入社。
- 1956年（昭和31年） - 編集局外信部長。
- 1958年（昭和33年） - 取締役編集局次長兼連絡部長。
- 1959年（昭和34年） - 取締役編集局長。
- 1963年（昭和38年） - 専務取締役。
- 1964年（昭和39年） - 副社長。
- 1970年（昭和45年） - 社長・社主。
- 1981年（昭和56年） - 会長・社主、東北放送社長就任。
- 2010年（平成22年） - 取締役社主。
- 2014年（平成26年）7月20日 - 死去[4][5]。

## 栄典
- 紫綬褒章 1985年（昭和60年）
- 勲二等旭日重光章 2000年（平成12年）[6]
- 仙台市名誉市民 2004年（平成16年）[7]

## 主な著作
- 『西欧移動特派員』 河北新報社、1958年。
- 『地球縦断ドライブ』 文藝春秋新社、1961年。
- 『ひとすじの道 社長就任まで』 河北新報社、1970年。
- 『実践新聞論 東京大学新聞研究所講義録』 河北新報社、1984年。